# Juan Cohen
Juan Alberto Cohen Sander (14 de junio de 1960) es un economista, político, empresario y parlamentario dominicano. Fue candidato a la presidencia de la República Dominicana en las pasadas elecciones presidenciales de 2016 por el Partido Nacional Voluntad Ciudadana, del cual es presidente. En la actualidad además de ser presidente del Partido Nacional Voluntad Ciudadana, fue electo como Presidente de la influyente Alianza Republicana de las Américas aliada al Partido Republicano de los Estados Unidos y a los Republicanos en el Extranjero.

## Biografía
Cohen nació el 14 de junio de 1960 en Santo Domingo, República Dominicana. Está casado con María Marmolejos desde el 1985, con quien tiene tres hijos: Manuel Alberto, Juan Alberto y María de Dios.
Estudió economía en la Universidad Nacional Pedro Henríquez Ureña. Realizó estudios de maestría en Economía en la Pontificia Universidad Católica Madre y Maestra y estudios de Ciencia Política en la Universidad Pedro Henríquez Ureña. Especializado en Finanzas en el Instituto Arthur D. Little de Cambridge, Massachusetts, USA y en dirección de empresas en Harvard University.
Actualmente, es Diputado ante el Parlamento Centroamericano por el periodo 2010-2016, donde se desempeña como Presidente de la Comisión de Turismo.
Ha sido presidente de la Federación Dominicana de Golf, donde ejecutó importantes aportes para el desarrollo de este deporte en la República Dominicana (2008-2014).
En 2014 fue reelecto Presidente del Partido Nacional de Veteranos y Civiles y en marzo del 2015 fue elegido candidato a la presidencia por el Partido Nacional Voluntad Ciudadana, en la XXXVII Asamblea Nacional Extraordinaria.
Ha manejado importantes medios de comunicación en la República Dominicana.